# Како је Обеликс као мали упао у друидово казанче
Како је Обеликс као мали упао у друидово казанче (фр. Comment Obélix est tombé dans la marmite du druide quand il était petit) је посебна епизода у серијалу Астерикс и преднаставак је стрипа Астерикс галски јунак. Аутори су Рене Госини (сценарио) и Албер Удерзо (цртач). Није рађена у класичној стрип форми него се састоји од илустрација и текста. Први пут је објављена 20. маја 1965. године у 291. броју француског стрип-часописа "Пилот". Прича нам даје увид у дјетињсво Астерикса и Обеликса као и објашњење како је Обеликс дошао до своје надљудске снаге. Епизода је у форми албума објављена 1989. године, али није нумерички интегрисана у серијал.

## Радња
Астерикс приповједа галској дјеци, са Обеликсом који седи поред њега, причу о својој младости, а посебно о пријатељству са Обеликсом. Причу почиње својим рођењем и описом породице. Обеликс је био син произвођача менхира. Пошто је био девељушкаст, добродушан и стидљив остала дјеца из села су га задиркивала само га је Астерикс бранио. Обеликс у то вријеме није волио да се туче. У школи их је подучавао друид Аспириникс. И док је Астерикс био најбољи у разреду, Обеликсу школа није ишла најбоље. Часови су често прекидани због римских напада, а Аспириникс је морао да дијели чаробни напитак да би се село одбранило од Римљана. Послије сваког напада, жене су припремале гозбу. Док су трајали напади дјеца су била слободна. Једног дана, када су били дјеца, Аутоматикс и Аеробикс су се забављали застрашујући Обеликса. Астерикс, који га је морао заштити, тражио је од њега да се брани тако што ће попити чаробни напитак који је припремио друид Аспириникс. Користећи његово одсуство, кришом се ушуњају у његову колибу. Обеликс упада у казанче и пије сав чаробни напитак добијајући трајно надљудску снагу. Након тога дјеца из села се више нису усуђивала да га исмијавају.

## Занимљивости
У овој епизоди се први пут појављују родитељи Астерикса и Обеликса. Поред тога они се појављују у 31. епизоди редовне серије Астерикс и Латравијата и 32. епизоди Астерикс и повратак у галску школу. Дрматорикс, сеоски старјешина је већ одрастао, али је мањи и виткији у односу на остале епизоде. Када се први пут појављује Обеликс за собом вуче играчку бијелог пса, која подсјела на његовог каснијег пса Гаровикса.